# Royal Cornhill Hospital
Le Royal Cornhill Hospital est un hôpital psychiatrique situé Westburn Road, à Aberdeen, en Écosse. Il est géré par NHS Grampian (en).

## Histoire
L'hôpital a été fondé sous le nom d'Aberdeen Lunatic Asylum en 1800. Francis Peacock procure tous les fonds provenant des bénéfices de son livre de 1805 sur la danse à l'asile et une installation agrandie conçue par Archibald Simpson (en) ouvre ses portes en 1818.
Il est rebaptisé Aberdeen Royal Lunatic Asylum en 1852 et un nouvel hôpital, pour les cas malades et aigus, est construit au nord de l'établissement existant, en 1896. Des pavillons pour le traitement de la tuberculose sont ajoutés dans les années 1920 et l'établissement devient l'Aberdeen Royal Mental Hospital en 1933. Il subit des dommages causés par les bombes, qui ont fait quatre morts, en 1943, lors de la Seconde Guerre mondiale. L'établissement rejoint le National Health Service en 1948 et devient le Royal Cornhill Hospital en 1964. Il est entièrement réaménagé au début des années 1990 et les nouvelles installations modernisées rouvrent en 1994.
En 2013, le Health & Safety Executive émet un avertissement officiel selon lequel les évaluations des risques à l'hôpital pour les patients pouvant s'automutiler étaient insuffisantes, après trois suicides.
En 2015, des propositions ont été avancées pour réaménager une partie du site qui était excédentaire par rapport aux besoins d'un usage résidentiel.